# دشداشه

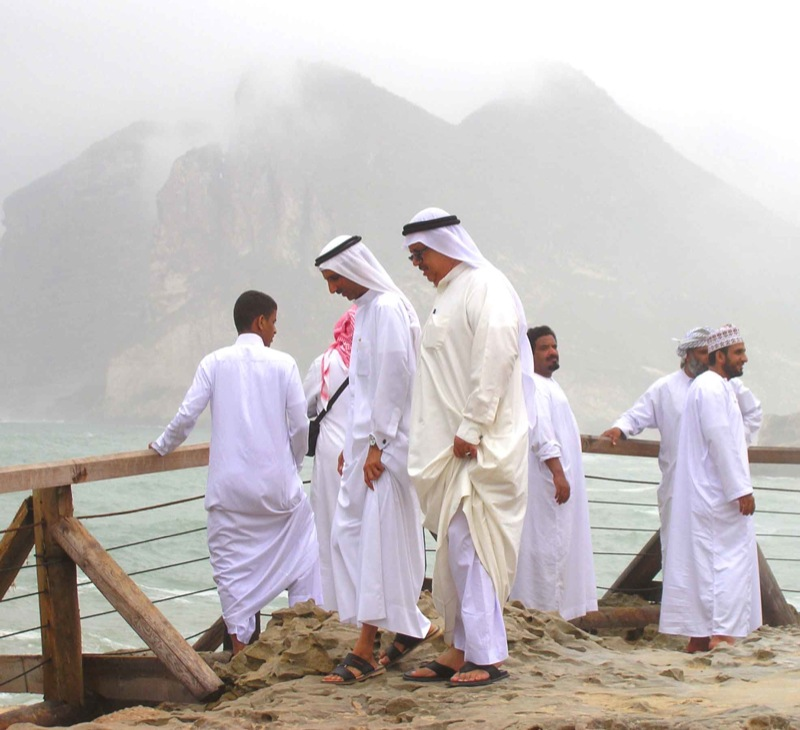
مردان عرب با دشداشه در «صلالة»، عمان

دشداشه (به عربی: دِشداشِة ایران و کویت و عمان و عراق)، دراعة (سرزمین بحرین)، ثوب (أغلب مناطق جزيرة العرب)، الكندورة (بعضی مناطق عُمان و جنوب ایران) یا قَمیص) لباس نخی بلند و راحتی است هم مردانه هم زنانه که مردم عرب و بعضی مسلمانان غیر عرب معمولاً با چفیه و عقال و عبا می‌پوشند. گاهی روی دشداشه، عبا می‌پوشند. نام دیگر عبا، بِشِت (Beshet) یا خاچیه است و بیشتر خاص افراد مسن و پیرمردها یا شیخ عشیره است. دشداشه دوخت مخصوصی دارد. این پوشش در کشورهای گوناگون تفاوت جزئی دارد، مثلاً عرب‌های خوزستان و کشور عراق دشداشهٔ یقه دار می‌پوشند اما امارات و عمان وبرخی عرب‌های هرمزگان و بوشهر دشداشهٔ بدون یقه را ترجیح می‌دهند. درایران نوع کندوره یا همان اماراتی بیشتر در جزیره قشم لارک و اعراب کیش و لنگه. و اعراب عسلویه و پارسیان بیشتر نوع قطری رواج دارد
عرب‌های ایران هم از این نوع پوشش به عنوان پوشاک ایران استفاده می‌کنند و هر سال در مراسم مختلف از جمله روز ارتش جمهوری اسلامی ایران، عرب‌های ایران با لباس محلی خود در اهواز رژه می‌روند.